# 池辺幸惠
池辺 幸惠（いけべ ゆきえ、1950年（昭和25年）12月 - ）は、日本のピアニスト。日朝音楽芸術交流会会長。元大阪芸術大学講師。
広島県福山市出身。兵庫県宝塚市在住。

## 経歴
大阪教育大学附属高等学校池田校舎卒業後、 大阪芸術大学に入学、卒業。大阪教育大学大学院修了。 
池辺は2012年4月に訪朝し「4月の春国際親善芸術祭典」に参加し、自作の"アリラン変奏曲"の演奏により賞を受賞している。以来北朝鮮の理解と交流・支援に深く携わり、北朝鮮への偏見と誤解、在日朝鮮人・朝鮮学校への差別をなくすさまざまな活動や、それらの主旨と反原発と9条を守る歌とピアノとスライドショーの"平和コンサート"を催している。
2019年7月、日朝音楽芸術交流会名誉会長だった小笠原美都子が死去、同年9月7日にアウィーナ大阪で開かれた小笠原を偲ぶ会では「平壌慕情」と「平壌賛歌」をピアノで弾き語り、「アリラン変奏曲」をピアノ演奏している。